# 鋼琴記事簿
《鋼琴記事簿》是許茹芸於上華時期發行的鋼琴演奏專輯，於1999年9月16日發行。

## 專輯簡介
《鋼琴記事簿》這張演奏專輯，是將許茹芸歷年受歡迎的作品改編成鋼琴演奏曲，

但許茹芸只獻聲不獻藝，真正的主演奏者是作曲人陳建寧。

另外，更力邀鮑比達、屠穎、黃中等人在編曲中添加新的音樂元素，讓經典情歌賦予新風貌。

而在演奏曲中，許茹芸則以感性的聲音擔任口白，穿針引線的牽引情緒，頗具夢幻氣氛。

## 專輯爭議
在專輯發行前，上華在其宣傳文案中宣稱

票房天后許茹芸最賣座代表作＋鋼琴新才子陳建寧最用心詮釋
１３首芸式情歌鋼琴演奏＋許茹芸抒情口白演出＋１首許茹芸　９９涼秋最新創作演唱「唯一」
首批精裝ＣＤ贈送５首獨家珍藏鋼琴譜

〔九月真情推出〕
但專輯推出後，卻沒收錄「唯一」這首歌曲；且在專輯贈送的大海報上，也有將「唯一」這首歌曲名列上，

更讓許多歌迷對上華的作法感到不解，而上華始終未曾對這事件做出說明。

## 曲目
1、如果雲知道
曲：季忠平；鋼琴詩：許常德；編曲：王豫民；製作人：陳建寧/林建成；OS：許茹芸
2、美夢成真
曲：潘協慶；詞：許常德；編曲：侯志堅；製作人：陳建寧；鋼琴：Chris
3、突然想愛你
曲：許茹芸；鋼琴詩：許常德；編曲：陳建寧；製作人：陳建寧/林建成；OS：許茹芸
4、獨角戲
曲：季忠平；詞：許常德；編曲：侯志堅；製作人：陳建寧/林建成；鋼琴：Chris
5、愛情電影
曲：黃怡；編曲：富餘；製作人：陳建寧/林建成
6、真愛無敵
曲：李宗盛；編曲：鮑比達；製作人：陳建寧
7、不愛我放了我
曲：陳曉娟；編曲：陳建寧；製作人：陳建寧/林建成
8、我依然愛你
曲：劉天健；編曲：楊長杰；製作人：陳建寧/林建成
9、淚海
曲：季忠平；編曲：屠穎；製作人：陳建寧/林建成
10、破曉
曲：郭子；編曲：富餘；製作人：陳建寧/林建成
11、日光機場
曲：郭子；編曲：黃中；製作人：陳建寧/林建成
12、看透
曲：張洪量；鋼琴詩：許常德；編曲：富餘；製作人：陳建寧/林建成；OS：許茹芸
13、貓與鋼琴
曲：許茹芸；編曲：楊長杰；製作人：陳建寧/林建成

## 音樂錄影帶
1、如果雲知道（首波主打）

導演：黃中平